# Láios
Láios (řecky Λάϊος, latinsky Láius) byl v řecké mytologii syn thébského krále Labdaka a vnuk zakladatele Théb Kadma. Byl následníkem trůnu po Labdakovi a stal se thébským králem.
Když Láiův otec Labdakos předčasně zemřel, byl chlapec ještě mladý a nedospělý pro převzetí královské moci, vlády se proto ujal strýc Nykteus a po něm jeho bratr Lykos.
Láiovou manželkou se stala Iokasté, dcera hrdiny Menoikea. Král Láios nechtěl mít děti, protože podle věštby se od nich měl dočkat záhuby. Chtěl však následníka trůnu a unesl proto Chrýsippa, syna élidského krále Pelopa. Chrýsippos však spáchal sebevraždu (nebo ho snad zabili jeho bratři Átreus a Thyestés). Král Pelops za to Láia proklel a předpověděl mu, že zahyne rukou svého syna.
Když se Iokasté po mnoha letech narodil syn, král Láios z obavy před věštbou poručil ho pohodit v lese, svázal mu nohy a ještě mu nechal probodnout chodidla. Chlapec však nezahynul, ujal se ho pastýř a odevzdal ho korinthskému králi Polybovi. Ten jej přijal za vlastního a dal mu jméno Oidipús. Když Oidipús dospěl a pátral po svém původu, nedozvěděl se v Delfách nic o minulosti, ale předpověď do budoucna byla děsivá: zavraždí svého otce a ožení se s vlastní matkou. Proto se nevrátil k Polybovi a jeho manželce Meropé, ale vydal se do Théb. A tam se proroctví vyplnilo: zabil neznámého starce aniž by tušil, že to byl král Láios, jeho otec. Později si vzal za ženu Láiovu vdovu Iokasté.
Kletba élidského krále Pelopa se vyplnila a postihla Láiův rod až do třetího pokolení. Jejím konečným důsledkem byla nakonec válka, která přivodila pád mocných a pyšných Théb.